# Anaglyptus gressitti
Anaglyptus gressitti är en skalbaggsart som beskrevs av Holzschuh 1999. Anaglyptus gressitti ingår i släktet Anaglyptus och familjen långhorningar. Inga underarter finns listade i Catalogue of Life.